# Sant Eugèni de Vius
Saint-Eugène és l'església parroquial de Vius (departament del Tarn, a la regió de Occitània, França). Va ser el lloc més important de peregrinació de la diòcesi d'Albi, quan el bisbe d'Albi Lluis I o el cardenal d'Ambrose va portar algunes reliquies de la catedral vella d'Albi.

## Història
Segons la tradició, va ser construïda una primera església sobre les tombes dels sants de Vius. A principis del s. VI, Sant Eugeni de Cartago dedica una capella als sants sota el patrocini de Sant Amarant d'Albi.
El 1212, Simó IV de Montfort la va saquejar i destruir durant la croada albigesa.
L'església actual va ser construïda al segle xiv i va ser danyada pels protestants hugonots durant la primera guerra de religió de França (1562-1563) i la cinquena guerra de religió (1574). Va ser reparada el 1602-1605 i el 1706-1709.
Durant la Revolució Francesa de 1789 va ser convertida en magatzem i més endavant va ser abandonada.
El 1805 es va reparar el sostre i va ser restaurada el 1862-1864, 1869, 1950-1962 i es va esdevenir de nou una església al juliol de 1970 amb l'ocasió d'una boda.

## Arquitectura
L'edifici consta d'una nau amb sis finestres, un campanar octogonal de 23m. situat a l'oest de l'eix de la nau, un absis poligonal i diverses capelles. El sostre de la nau, l'absis, dues capelles, la planta baixa i el primer pis de la torre del campanar són de volta d'aresta. Les altres capelles són de volta de canó. Per sobre de la primera planta, els altres pisos de la torre són octogonals i semblen remuntar-se del segle xvii. La capella de les fonts situada a la planta baixa de la torre, està decorada amb pintures del s. XIV. Aquestes pintures estan en tres costats de la capella i es divideixen en panells que representen escenes de la Passió i les virtuts teologals.
L'església va ser declarada monument històric al 24 de febrer de 1906.
Actualment, l'alcalde de Vius i l'Associació Peyro Lebado s'ocupen de la seva restauració i manteniment. Es pot visitar de franc durant els mesos de juliol i agost, als dimecres, dissabtes i diumenges de 15h a 18h.